# Морис Гамелен
Морис Гюстав Гамелен (на френски: Maurice Gamelin) е френски генерал. Остава в историята с неуспешното си командване на френската армия по време на Битката за Франция (1940).
Участник в Първата световна война. Смята се, че той има най-голяма заслуга за победата на англо-френските войски над немските по време на Битката при Марна (1914). След това се издига до главнокомандващ френските армии. Морис Гамелен е бил известен със своята висока интелектуалност, донесла му множество победи. Даже в Германия са изпитвали респект към него.
Молис Гамелен е бил на 67-годишна възраст, когато избухва Втората световна война през 1939 г. Въпреки че е блестящ водач на френската армия, той губи изключително важната битка за Франция, която носи най-тежкото му поражение. Според историка Уилям Шайрър Гамелен е използвал методите за воюване от Първата световна война, което му донесло и загубата.